# Alvis TA 21
O Alvis TA 21, também chamado de 3-Litre foi um carro de luxo produzido pela fabricante britânica Alvis entre 1950 e 1953.
|  |

## Motor
| Modelo | Tipo | Disposição | Potência        | Velocidade máx.       |
| ------ | ---- | ---------- | --------------- | --------------------- |
| 3.0 L  | I6   | 2993 cc    | 83 cv (61,0 kW) | 142,7 km/h (88,7 mph) |